# Pokémon Soleil et Lune
Pokémon Soleil et Pokémon Lune (ポケットモンスター　サン・ムーン, Poketto Monsutā San & Mūn) sont deux jeux vidéo de rôle de la série Pokémon développés par Game Freak sous la direction de Junichi Masuda. Ils ont été annoncés le 26 février 2016, le 27 février au Japon, vingt ans jour pour jour après la sortie du premier jeu, Pokémon Bleu et Rouge.
Développés pour la Nintendo 3DS et disponibles en neuf langues, ces deux jeux sont sortis le 18 novembre 2016 internationalement, puis le 23 novembre en Europe.

## Synopsis
Le jeu se déroule dans la région paradisiaque d'Alola, inspirée de l'île de l'archipel d'Hawaï. Cette région est composée de quatre îles, ainsi que d’une île artificielle, le paradis Aether. Chacune des îles naturelles est sous la surveillance de Pokémon protecteurs, appelés les gardiens ; vénérés par les habitants, ce sont eux aussi qui choisissent les doyens. La première île est Mele-Mele, où le héros a déménagé, et son protecteur est Tokorico ; la seconde île est Akala, dont le Pokémon protecteur est Tokopiyon ; la troisième, Ula-Ula, dont le Pokémon protecteur est Tokotoro ; la dernière s'appelle Poni, dont le Pokémon Protecteur est Tokopisco.
L'histoire débute par le déménagement du personnage principal de la région de Kanto vers celle d'Alola. Il y rencontre d'autres enfants et le poussant à réaliser le « Tour des Iles », une épreuve équivalente à la collecte des badges dans les précédents jeux de la série.
Deux scientifiques Pokémon apparaissent dans ce jeu : le professeur Euphorbe, ainsi que Raphaël Chen, le cousin du professeur Chen qui s'intéresse aux formes régionales de certains Pokémon. La « Team » ennemie de cette génération se nomme la Team Skull et a pour boss Guzma.

## Développement et annonce
Le 25 février 2016, une fuite sur le net révéla que Nintendo avait déposé les noms des deux jeux, tandis qu'une autre dévoila les deux logos. Le 27 février 2016 à 0 h au Japon (le 26 février 2016 à 16 h heure française), à l'occasion du vingtième anniversaire de la sortie des premiers jeux Pokémon Bleu et Rouge, les deux jeux Pokémon Soleil et Pokémon Lune sont officiellement dévoilés lors d'un Nintendo Direct, rebaptisé pour l'occasion Pokémon Direct. Il s'agit de la septième génération de jeux Pokémon.
Le 10 mai 2016 à 21 h 0 JST, Nintendo publie une nouvelle bande-annonce dans laquelle sont dévoilés les trois nouveaux Pokémon de départ : Brindibou, de type Plante / Vol, Flamiaou, de type Feu, et Otaquin, de type Eau ; ainsi que leur fiche Pokédex. Les jaquettes sont elles aussi dévoilées, arborant les deux nouveaux Pokémon légendaires. La bande-annonce dévoile le retour de certaines fonctionnalités, comme la personnalisation de l'avatar.
Le 2 juin 2016, Nintendo publie une nouvelle bande-annonce dans laquelle sont révélés le nom des Pokémon légendaires Solgaleo et Lunala, le nouveau modèle de Pokédex dénommé Motisma-Dex, le nom de l'assistante du professeur Euphorbe (Lilie) et celui du rival (Tili). On découvre aussi que l'interface de combat a été modifiée. En outre, la région est enfin entièrement dévoilée, et se compose de quatre îles réunies dans un archipel.
Une nouvelle bande-annonce est publiée le 14 juin 2016, officialisant trois Pokémon découvert dans le Nintendo Treehouse à l'occasion de l'Electronic Entertainment Expo 2016 (E3). On y découvre Larvibule, Manglouton et Picassaut. On y apprend également qu'il est possible de découvrir le nombre d'évolution d'un Pokémon sur sa fiche Pokédex, la phase soleil levant et pleine-lune de Solgaleo et Lunala respectivement et la bataille royale est également officialisée,.
Le 1er juillet 2016, une bande-annonce est diffusée, révélant neuf nouveaux Pokémon : Tokorico, Denticrisse, Bombydou, Draïeul, Togedemaru, Chrysapile et Lucanon, de même que la famille évolutive de Larvibule, Dodoala et Rocabot. Cette bande-annonce nous apprend également comment fonctionnent les cellules de Zygarde. On apprend également en teaser qu'il est possible de chevaucher des Pokémon.
Le 7 juillet 2016, à l'occasion de la Japan Expo, Tritox est révélé lors de la Masterclass par Junichi Masuda.
Le 13 juillet 2016, une nouvelle bande-annonce est publiée annonçant plusieurs faits. Ainsi, Évoli n'aura pas de nouvelle évolution, certains Pokémon posséderont une attaque spéciale puissante déclenchée par une danse du dresseur, le retour de la Poké-Récrée sous une forme plus aboutie et l'interface de l'écran lors d'un échange de Pokémon.
Le 19 juillet 2016, une nouvelle bande-annonce est publiée, officialisant six nouveaux Pokémon : Sovkipou, Croquine, Guérilande, Bourrinos, Chelours et Mimiqui (ces deux derniers ayant été annoncés dans le magazine CoroCoro du mois d'août) ainsi que deux nouvelles fonctionnalités : l'Entraînement Ultime et des compétitions passant par le Pokémon Global Link.
Le 1er août 2016, une bande-annonce inédite est révélée. Ainsi on y apprend que certains Pokémon présents dans les anciennes générations comme Goupix et Feunard, Noadkoko ou encore Sabelette et Sablaireau posséderont une forme alternative propre à la région Alola. On y découvre également six nouvelles espèces de Pokémon : Mimantis et Floramantis, Argouste l'évolution de Manglouton, Météno, Tiboudet la sous-évolution de Bourrinos et Plumeline. Ce dernier possède quatre formes, une à chaque île. On découvre également plus en détail la possibilité de chevaucher certains Pokémon ainsi qu'une nouvelle forme d'attaque : les Capacités-Z activables grâce au Bracelet-Z. Enfin on y apprend que les champions d'arènes sont remplacés par des capitaines d'épreuves dans ce qui est appelé le Rite des Îles.
Le CoroCoro du mois de septembre 2016 officialise plusieurs nouveaux Pokémon : Nuikoguma, Sunabaa, Shirodesuna en japonais, Froussardine et Concombaffe. Miaouss et Ossatueur, deux Pokémon de la première génération (Pokémon Rouge et Bleu), posséderont une forme alternative propre à la région Alola,.
Le 12 août 2016, une bande-annonce inédite est révélée. Celle-ci présente une nouvelle forme d'Alola pour Raichu, une nouvelle Team, Skull et un nouveau Pokémon du nom de Spododo. Le 18 août 2016, une bande-annonce inédite est révélée lors de la gamescom 2016 dans laquelle on découvre un nouveau Pokémon de septième génération du nom de Boumata. Le 19 août 2016, une bande-annonce inédite est révélée lors de la cérémonie d'ouverture des championnats du monde Pokémon 2016. Un nouveau Pokémon de septième génération est dévoilé, Crabagarre, tout comme le nom français des Pokémon dévoilés dans le magazine CoroCoro quelques jours auparavant : Nounourson, Bacabouh et Trépassable.
Le 6 septembre 2016, de nouvelles informations apparaissent : 4 nouveaux Pokémon sont révélés Type:0, Bébécaille, et les formes d'Alola de Rattata et Rattatac. De plus des nouvelles créatures appelées Ultra-chimères sont révélées même si leur rôle reste encore mystérieux.
Le 14 septembre 2016, une nouvelle vidéo est publiée avec qu'une seule information cette fois-ci. La vidéo montre 2 nouvelles Ultra-Chimères portant le même code (UC-02) mais une sur chaque version. La version Soleil à l'Ultra-Chimère Expansion tandis que la version Lune bénéficiera quant à elle de l'Ultra-Chimère Beauté.
Le 20 septembre 2016, une nouvelle bande-annonce est mise en ligne et révèle des Pokémon exclusifs à chaque version: Quartermac pour la version Soleil et Gouroutan pour la version Lune. Elle révèle également les formes diurnes et nocturnes de Lougaroc exclusives à chaque version. Enfin, elle fournit des informations sur des nouveautés telles que les capacités Z de Pikachu et Evoli, sur la personnalisation des personnages ainsi que sur la Poké Détente.
Le 4 octobre 2016, Nintendo publie une nouvelle bande-annonce révélant la première évolution des Pokémon de départ, à savoir: Efflèche (évolution de Brindibou) de type Plante - Vol, Matoufeu (évolution de Flamiaou) de type Feu et Otarlette (évolution de Otaquin) de type Eau ; ainsi que leur fiche Pokédex. Elle relève également l'apparition de la Place Festival. Troisième nouveauté, le Poké Loisir. Vos Pokémon présents dans vos boîtes PC pourront faire des choses pour vous. Il y a au choix 3 îlots. Quatrième nouveauté, la Méga-Évolution, qui avait fait son apparition sur Pokémon X et Y, est de retour. Enfin, une démo spéciale est disponible depuis le 18 octobre 2016 où il est possible de transférer des objets et un Pokémon très spécial sur la version complète du jeu qui sortira le 23 novembre 2016.
Le 14 octobre 2016, une bande-annonce est diffusée dévoilant six nouveaux Pokémon et la forme spéciale de Alola de deux Pokémon: Tadmorv et Grotadmorv apparus dans la première génération. Enfin, deux nouveaux dresseurs font leur apparition.
Le 27 octobre 2016, de nouvelles informations apparaissent. Ainsi, nous apprenons la deuxième et dernière évolution des Pokémon de départ, à savoir: Archéduc (évolution de Efflèche) de type Plante - Spectre, Félinferno (évolution de Matoufeu) de type Feu - Ténèbres et Oratoria (évolution de Otarlette) de type Eau - Fée. Chacun de ces trois Pokémon possède son attaque signature (uniques à eux). Ensuite, les quatre gardiens d'Alola sont sortis de leur cachette. Tokorico (présenté en vidéo le 1er juillet 2016) en fait partie. De plus, la vidéo donne le nom des 3 autres îles (Mele-Mele était déjà mentionné dans une autre vidéo, Akala, Ula-Ula et Poni). Les gardiens se partagent une seule capacité Z. Vient après la venue de deux Pokémon dont un avec sa forme spéciale à Alola (Persian). Nous pouvons voir aussi la construction de la Ligue Pokémon qui sera terminée seulement vers la fin de l'aventure. Enfin, la révélation de l'arbre de combat. Ce dernier permet de rencontrer d'anciens dresseurs célèbres des précédentes générations dont la Maître de la Ligue Sinnoh Cynthia ou Red et Blue, deux dresseurs de la première génération.
Le 8 avril 2017, Marshadow est révélé mondialement via le site officiel, en parallèle de la diffusion avec la bande-annonce du film anniversaire "Pokémon I Choose You". Ce film date pour les 20 ans de Pokémon.

## Accueil

### Critique
Le jeu a reçu la note de 7/10 sur Gamekult.

### Ventes
Les jeux sont les premiers opus de la franchise à paraître depuis la relance de la Pokémania consécutive à la parution de Pokémon GO quelques mois plus tôt, ils profitent donc de cet engouement et réalisent le meilleur démarrage dans l’histoire de Nintendo en Europe avec plus d’1,5 million d’exemplaires vendus en une semaine, mais aussi aux États-Unis avec environ 3,7 millions d’unités vendues, ce qui représente une augmentation de 85 % par rapport aux ventes de Pokémon X et Y.
En avril 2018, Nintendo annonce 16,10 millions de ventes.